# Hotel Reina Victoria (Madrid)
El Hotel Reina Victoria, conocido también como Gran Hotel Reina Victoria, es un hotel de la ciudad española de Madrid, ubicado en uno de los laterales de la plaza de Santa Ana y de la plaza del Ángel. Su blanca fachada da al Teatro Español. El edificio, denominado Edificio Simeón, fue diseñado y construido por el arquitecto español Jesús Carrasco-Muñoz y Encina en el periodo de 1919 a 1923. Se trata de un edificio de estilo ecléctico y toques modernistas. En 1982 se convirtió en hotel, siendo desde sus inicios unos grandes almacenes: Almacenes Simeón.

## Historia
El solar albergó el palacio de los condes de Montijo y Teba, construido hacia 1811 por el arquitecto Silvestre Pérez. Este palacio fue muy concurrido por la alta sociedad de la época. Tras ello, antes de construirse el edificio del actual hotel, el palacio se convirtió en las dependencias del Casino Militar y fue derribado en 1919 para construir en su lugar el llamado Edificio Simeón. El edificio proyectado por el arquitecto Jesús Carrasco-Muñoz y Encina mediante el apoyo de la Sociedad Castañer (propietaria de los Almacenes Simeón) combina el empleo de estructuras de hierro con el hormigón armado, inspirándose en los diseños de Antonio Palacios para otros locales de grandes almacenes madrileños. La construcción sufrió numerosos retrasos administrativos y es esta la razón por la que se demoró a lo largo del periodo 1919 a 1923. El edificio tuvo en sus inicios instalado un popular mercado denominado Almacenes Simeón. Combinó durante siete décadas la función de almacén junto con la de posada.
Durante un periodo fue denominado popularmente como el "Hotel de los Toreros" debido a la costumbre que tenían los toreros durante la feria de San Isidro de vestirse en las dependencias del hotel antes de acudir a su "faena" en la Monumental de Las Ventas. Algunos toreros famosos como Manolete se reservaban la misma habitación del hotel: la 220. Al clausurarse los almacenes en 1986, las plantas bajas se ocuparon como hotel. En octubre de 2006 se inauguró el hotel con la protección de una nueva marca: ME Madrid Reina Victoria.

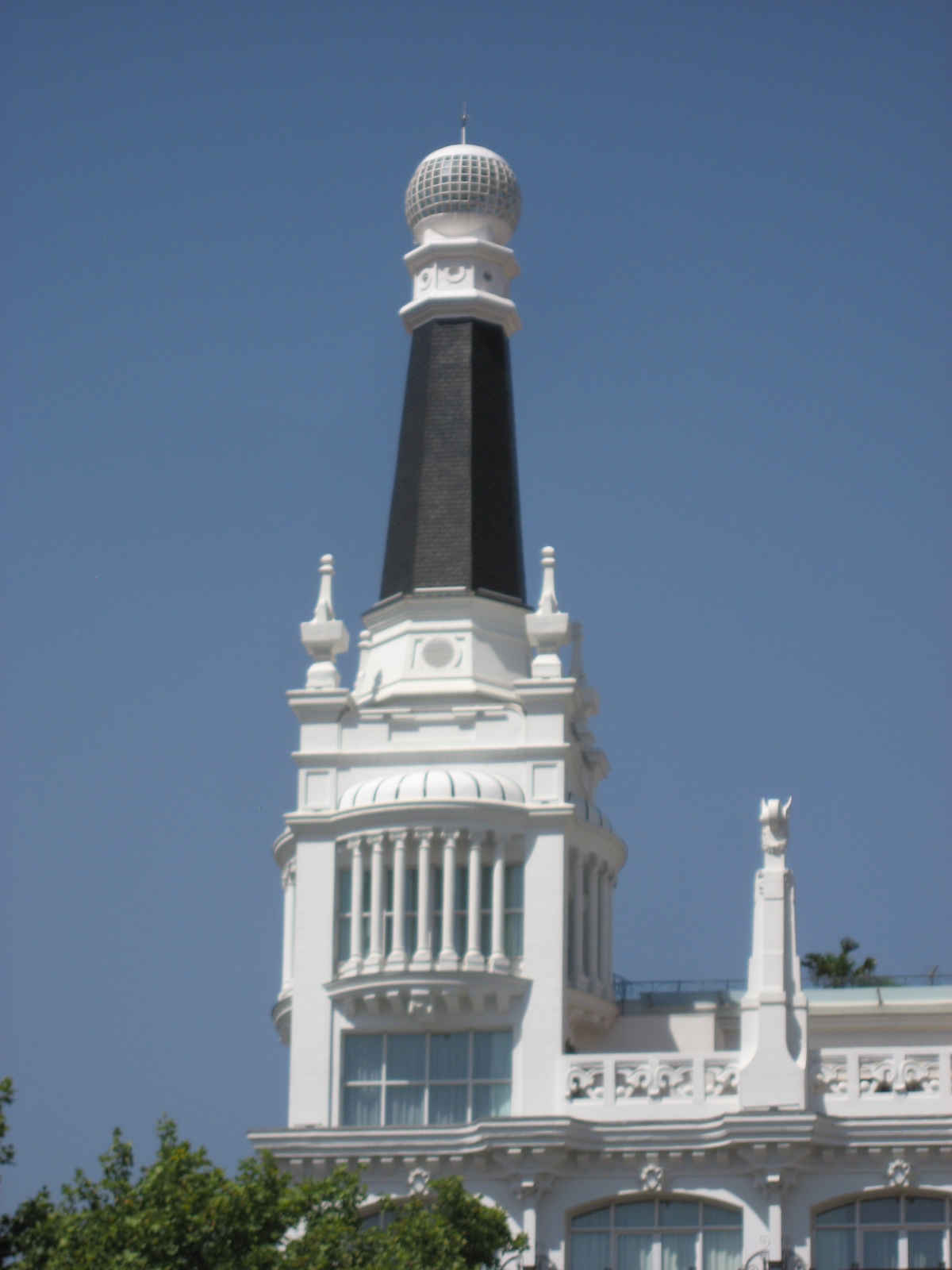
Torreón-esquina del edificio, elemento focal de su fachada.

## Características
Construido sobre un solar trapezoidal, se caracteriza por sus miradores acristalados, su fachada blanca (hasta finales del siglo pasado era de color amarillo) y su peculiar e inmenso pináculo (siendo un recuerdo medieval de torreón-esquina) con final redondo. Los grandes ventanales que dan a las plazas adyacentes eran en su tiempo escaparates de los grandes almacenes. El edificio se encuentra organizado en torno a un patio octogonal cubierto.